# Олимпийски отбор от бежанци
Олимпийски отбор от бежанци е отбор от независими спортисти, който се състезава на летните олимпийски игри в Рио де Жанейро през 2016 година.
През март 2016 година председателят на МОК – Томас Бах обявява, че ще избере от 5 до 10 спортисти бежанци, които да се състезават като независими спортисти под флага на олимпийското движение. Официалното име на отбора е „Отбор от бежанци олимпийски спортисти“ и олимпийският им код ще бъде ROA.
Като израз на солидарност към бежанската криза МОК избира сирийският бежанец Ибрахим Ал-Хюсеин, живеещ в Атина, да носи олимпийския огън през бежанския лагер Елеонас като част от щафетата на олимпийския огън.
МОК идентифицира 43 потенциални спортисти бежанци, които биха могли да участват на олимпиадата и отпуска 2 милиона долара помощ за тяхната подготовка.

## Състав
На 3 юни 2016 г. е обявен съставът на олимпийския отбор от бежанци.
| Спортист              | Страна     | Местоживеене | Вид спорт     | Дисциплина                |
| --------------------- | ---------- | ------------ | ------------- | ------------------------- |
| Пополе Мисенга        | ДР Конго   | Бразилия     | Джудо         | до 90 kg, мъже            |
| Йоланде Букаса Мабика | ДР Конго   | Бразилия     | Джудо         | до 70 kg, жени            |
| Джеймс Нянг Чингийек  | Южен Судан | Кения        | Лека атлетика | бягане на 400 m, мъже     |
| Ич Пур Бил            | Южен Судан | Кения        | Лека атлетика | бягане на 800 m, мъже     |
| Пауло Амотун Локоро   | Южен Судан | Кения        | Лека атлетика | бягане на 1500 m, мъже    |
| Йонас Кинде           | Етиопия    | Люксембург   | Лека атлетика | маратон, мъже             |
| Роуз Натике Локонйен  | Южен Судан | Кения        | Лека атлетика | бягане на 800 m, жени     |
| Анжелина Нада Лоалит  | Южен Судан | Кения        | Лека атлетика | бягане на 1500 m, жени    |
| Рами Анис             | Сирия      | Белгия       | Плуване       | 100 m бътерфлай, мъже     |
| Юсра Мардини          | Сирия      | Германия     | Плуване       | 200 m свободен стил, жени |